# Койвукари, Тапио
Та́пио Ко́йвукари (фин. Tapio Koivukari; род. 20 августа 1959, Раума, Финляндия) — финский писатель, переводчик, лауреат «Премии Рунеберга»(2016).

## Биография
Родился 29 августа 1959 года в городе Рауме в семье мастера музыкальных инструментов Рейно Кайвукари (род. 1924) и учителя Марьятты Кармасало (род. 1928). Воспитывался в двуязычной среде, где отец говорил на диалекте Раума, а мать — на карельском языке.
Получив диплом магистра богословия в Хельсинкском университете (этика и философия религии), с 1987 по 1988 годы преподавал религию в школах города Вантаа, а с 1993 по 2000 годы — в начальной школе города Раума.
С 1989 по 1993 годы работал в качестве преподавателя столярного мастерства в Исландии, где начал переводческую деятельность с исландского языка на финский.
В настоящее время проживает в городе Раума в районе Komppi.

## Награды
- 1990 — Премия Коскенкорва
- 1999 — Премия Нортамо
- 2009 — литературная премия Фонда WSOY
- 2016 — Премия Рунеберга